# Pleochaeta polychaeta
Pleochaeta polychaeta är en svampart som först beskrevs av Berk. & M.A. Curtis, och fick sitt nu gällande namn av Kimbr. & Korf 1963. Pleochaeta polychaeta ingår i släktet Pleochaeta och familjen Erysiphaceae.   Inga underarter finns listade i Catalogue of Life.